# Lichte zwamboorder
De lichte zwamboorder (Crassa tinctella) is een vlinder uit de familie sikkelmotten (Oecophoridae). De wetenschappelijke naam is voor het eerst geldig gepubliceerd in 1796 door Hübner.
De soort komt voor in Europa.